# Danza delle gru
La danza delle gru (in greco antico: γέρανος?, ghéranos) era una danza rituale dell'antica Grecia; legata al mito del Labirinto di Cnosso, veniva eseguita ogni anno, in modo solenne, presso il santuario di Apollo a Delo, in occasione di una festività istituita da Teseo.
Il nome della danza fa riferimento alle spettacolari danze di accoppiamento messe in atto dalle gru: le articolate movenze della danza richiamavano le manovre complesse che erano servite a Teseo per venir fuori dal Labirinto di Minosse. 

## Origini e testimonianze

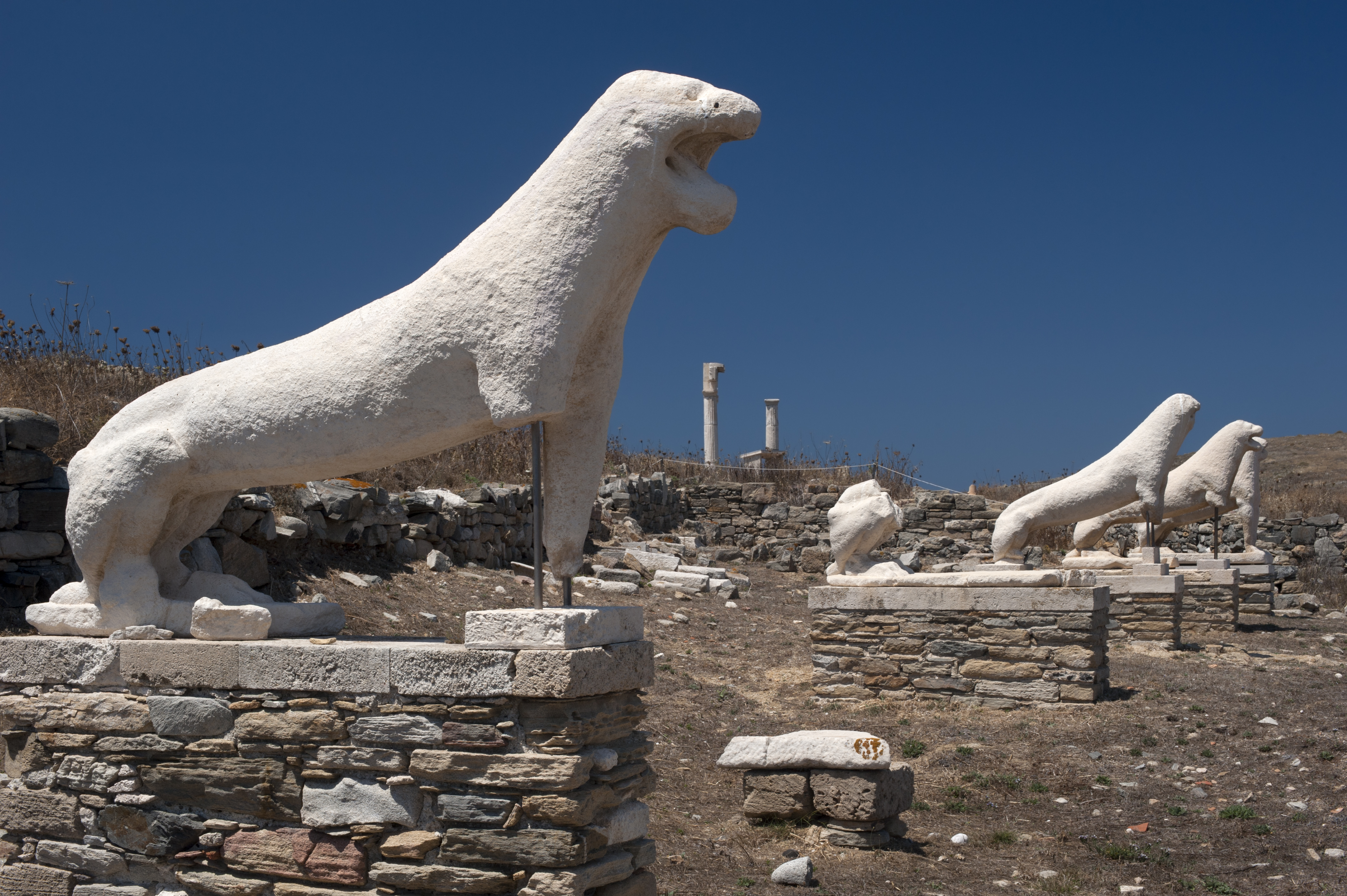
La terrazza dei leoni al santuario di Delo

Le origini mitiche della danza risalgono alle vicende che portarono Teseo all'uccisione del Minotauro. Di ritorno da Creta, Teseo fermò la sua nave a Delo. Fu allora che, sbarcato sull'isola, Teseo mise in scena la danza delle gru. Su questa vicenda, Bacchilide scrisse un poema destinato a essere recitato in modo corale da una delegazione di suoi conterranei giunti a Delo da Ceo. Bacchilide, negli ultimi versi, descrive l'azione del coro venuto da Ceo negli stessi termini del racconto mitologico, in cui i giovani Cei sono identificati con le fanciulle e i giovanetti salvati dal Minotauro: mentre le fanciulle che Teseo portava con sé osannavano la scena, per bocca dei giovani iniziava a levarsi il melodioso peana.
Oltre che in Bacchilide, la vicenda che diede origine all'usanza e alla ricorrenza è raccontata in varie fonti tra cui anche le Vite parallele di Plutarco.